# Friedhelm Eicker
Friedhelm Eicker (Radevormwald, 5 de abril de 1927 — 19 de março de 2022) é um estatístico alemão. É professor emérito da Universidade Técnica de Dortmund.

## Publicações
- Asymptotic Normality and Consistency of the Least Squares Estimators for Families of Linear Regressions, 1963, Annals of Mathematical Statistics, 34, 447-456.
- Limit Theorems for Regressions with Unequal and Dependent Errors, 1967, in Proceedings of the fifth Berkeley Symposium on Mathematical Statistics and Probability, L. LeCam and J. Nexam (Hrsg), 59-82, Berkeley, CA, University of California Press.